# 1913
1913. је била проста година.

## Догађаји

### Јануар
- 26—27. јануар — Бој на Брдици

### Фебруар
- 3. фебруар — Ратификован је Шеснаести амандман на устав САД којим је федералној влади дато право уведе и прикупља порез на приход.

### Март
- 4. март — Вудро Вилсон је инаугурисан за 28. председника САД.
- 20. март — Код Скадра је погинуо пилот Михајло Петровић, један од првих пилота на свету који је погинуо у борбеним дејствима.
- 26. март — После дуге опсаде и уз помоћ српске војске Бугари у Првом балканском рату освојили турски град Једрене.

### Мај
- 30. мај — Закључен Лондонски мир којим је окончан Први балкански рат.

### Јун
- 15. јун —  Тиквешки устанак устанак у организацији официра војске Краљевине Бугарске и ВМРО на територији места Кавадарци, Неготино и Ваташа у саставу Краљевине Србије. Овај устанак је брзо угушен.
- 29. јун — Нападом бугарске војске почео је Други балкански рат

### Јул
- 3—24. јул — Битка код Кукуша
- 4—19. јул — Битка код Калиманција
- 6.—8. јул — Битка за Пирот (1913)
- 9. јул — Победом српске војске над бугарским трупама завршена је битка на Брегалници у Другом балканском рату.
- 25. јул—31. јул — Опсада Видина

### Август
- 10. август — У Букурешту су Грчка, Румунија, Србија и Црна Гора потписале с пораженом Бугарском уговор о миру, којим је окончан Други балкански рат и прецизиране границе Бугарске према Румунији и Србији.

### Септембар
- Охридско-дебарски устанак Масовни упад наоружаних Албанаца и комита ВМРО са територије Кнежевине Албаније на територију Краљевине Србије, окончан акцијом војске Краљевине Србије после десетак дана. Овај упад су подржали војска Аустроугарске и Краљевине Бугарске.

### Октобар
- 14. октобар — У најтежој рударској несрећи у Уједињеном Краљевству, у руднику угља код Гламоргена у Велсу погинуло 439 рудара.

## Рођења

### Јануар
- 6. јануар — Лорета Јанг, америчка глумица. († 2000)
- 6. јануар — Едвард Гјерек, пољски политичар. († 2001)
- 9. јануар — Ричард Никсон, 37. председник САД. († 1994)
- 10. јануар — Густав Хусак, чехословачки политичар. († 1991)

### Фебруар
- 4. фебруар – Роса Паркс, борац за грађанска права америчких црнаца. († 2005)
- 22. фебруар – Ранко Маринковић, хрватски књижевник. († 2001)
- 27. фебруар – Ирвин Шо, амерички писац. († 1984)

### Март
- 13. март – Сергеј Михалков, руски песник. († 2009)
- 21. март – Иван Горан Ковачић, хрватски књижевник. († 1943)

### Април
- 4. април – Мади Вотерс, амерички музичар. († 1983)

### Мај
- 26. мај – Питер Кушинг, енглески глумац. († 1994)
- 27. мај – Енвер Чолаковић, босанскохерцеговачки књижевник и преводилац. (†1976)

### Јун
- 27. мај – Морис Винсент Вилкис, британски научник. († 2010)

### Јул
- 3. јул – Вилијам Дикин, британски историчар. († 2005)
- 14. јул — Џералд Форд, 38. председник САД. († 2006)
- 28. јул — Богдан Кризман, хрватски историчар. († 1994)

### Август
- 13. август — Макариос III, кипарски архиепископ и политичар. († 1977)
- 16. август — Менахем Бегин, израелски политичар. († 1992)
- 26. август — Борис Пахор, словеначки књижевник. (†2022)

### Септембар
- 4. септембар — Кенсо Танге, јапански архитекта. († 2005)
- 12. септембар — Џеси Овенс, амерички атлетичар. († 1980)
- 13. септембар – Ћамил Сијарић, босанскохерцеговачки књижевник. († 1989)
- 13. септембар – Хакобо Арбенз, гватемалски официр и политичар. († 1971)

### Октобар
- 12. октобар — Љубица Одаџић, народни херој Југославије († 1942)

### Новембар
- 5. новембар – Вивијен Ли, енглеска позоришна и филмска глумица († 1967)
- 7. новембар — Берт Ланкастер, амерички глумац. († 1994)
- 7. новембар — Албер Ками, француски писац. († 1960)
- 22. новембар — Бенџамин Бритн, енглески композитор. († 1976)

### Децембар
- 18. децембар — Вили Брант, немачки политичар. († 1992)

## Смрти

### Јануар
- 4. јануар — Алфред фон Шлифен, немачки фелдмаршал. (* 1833)

### Фебруар
- 22. фебруар – Франсиско Мадеро, мексички књижевник и политичар. (* 1873)

### Март
- 10. март – Харијет Табман, америчка црначка активисткиња. (* 1822)
- 18. март – Ђорђе I Грчки, краљ Грчке. (* 1845)
- 31. март – Џ. П. Морган, амерички банкар. (* 1837)

### Август
- 13. август – Аугуст Бабел, немачки политичар (* [[1840])

### Септембар
- 30. септембар – Рудолф Дизел, немачки инжењер и изумитељ. (* 1858)

### Новембар
- 3. новембар – Сава Грујић, српски официр и политичар. (* 1840)

### Децембар
- 12. децембар – Менелик II, цар Етиопије. (* 1844)

## Нобелове награде
- Физика — Хајке Камерлинг-Онес
- Хемија — Алфред Вернер
- Медицина — Шарл Робер Рише
- Књижевност — Рабиндранат Тагор
- Мир — Анри Лафонтен (Белгија)
- Економија — Награда у овој области почела је да се додељује 1969. године